# Arcadie Suceveanu

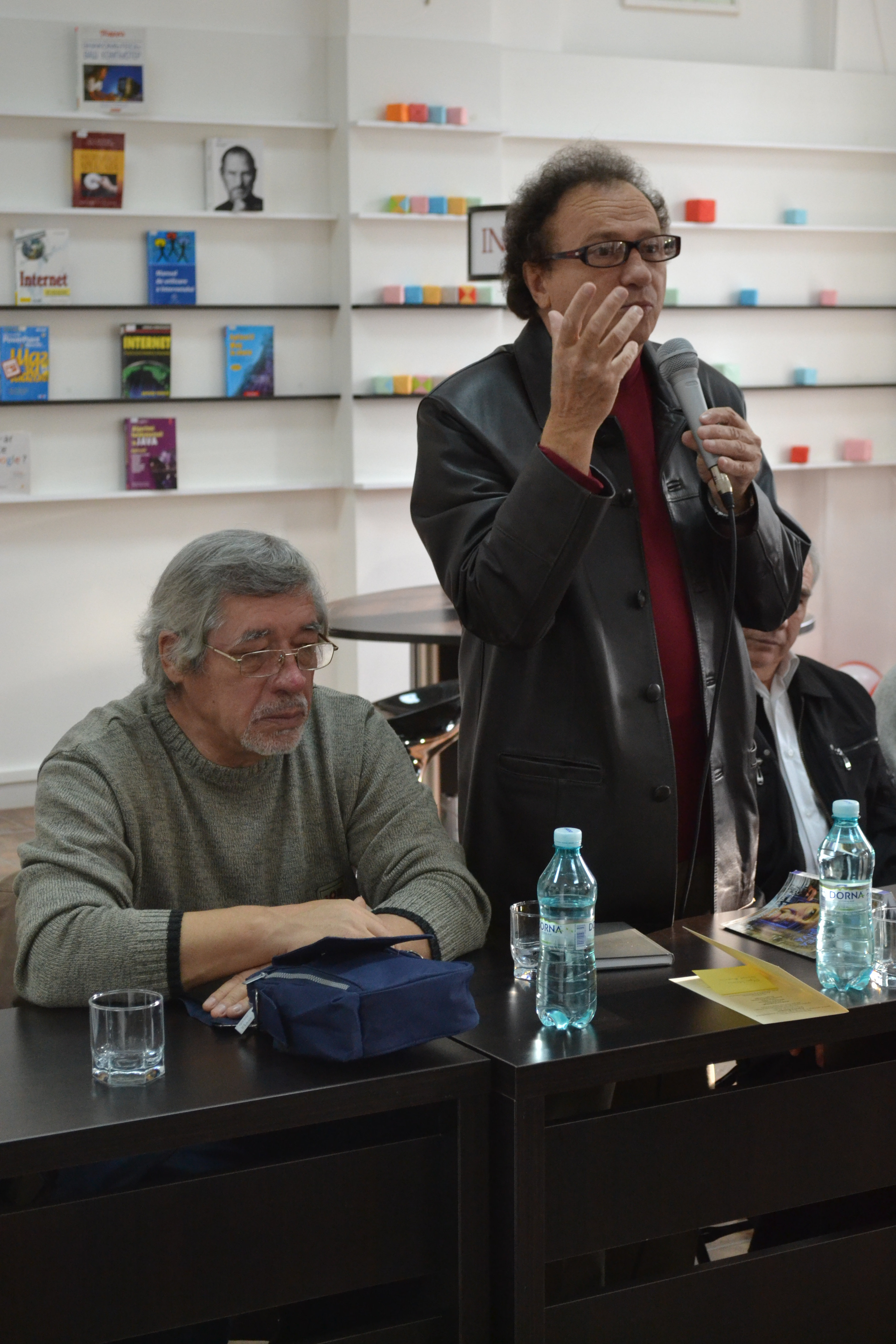
Arcadie Suceveanu (dreapta) alături de Leo Butnaru

Arcadie-Vasile Suceveanu (n. 16 noiembrie 1952, satul Suceveni, raionul Adâncata, regiunea Cernăuți) este un poet, eseist și ziarist român din Republica Moldova.

## Biografie

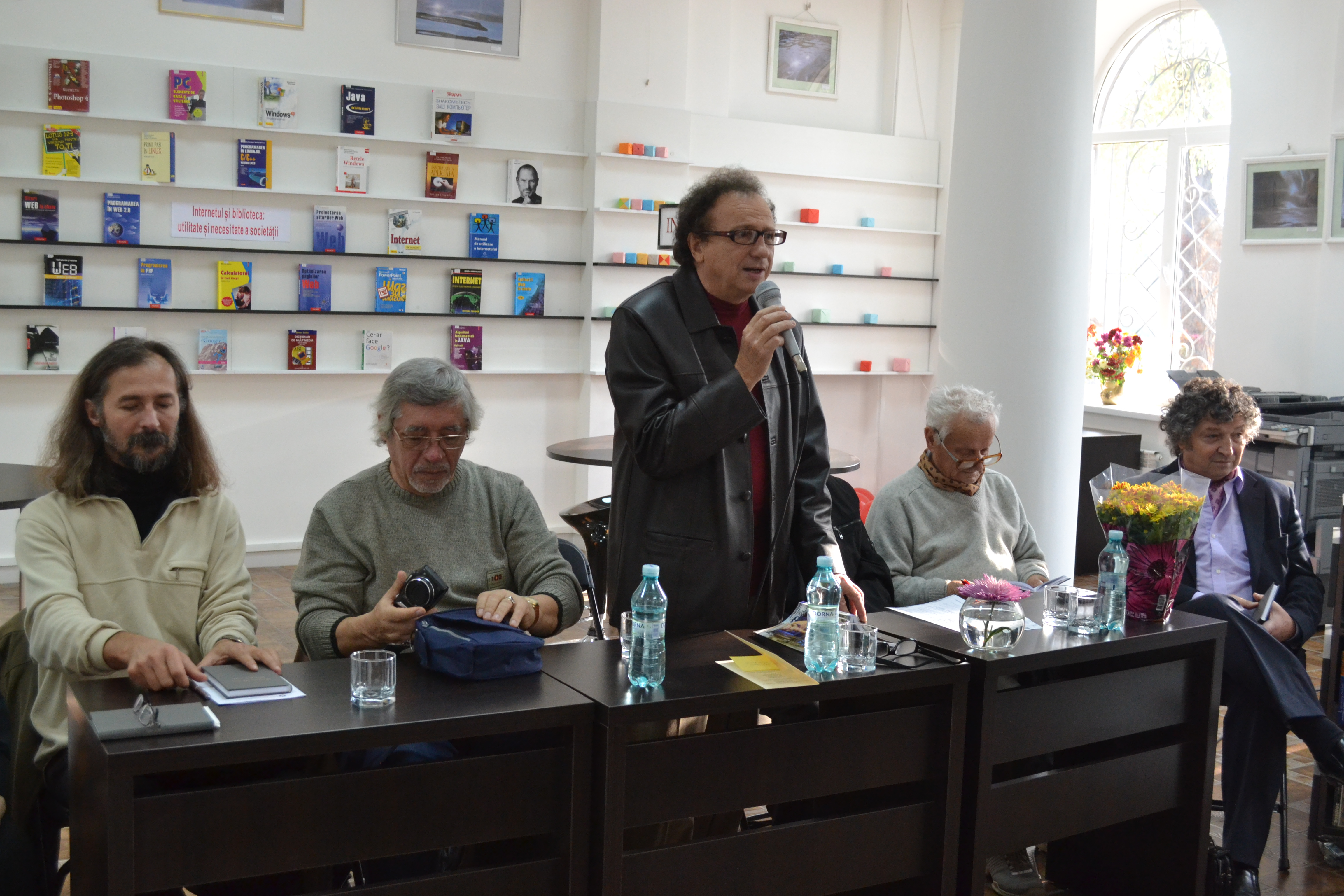
Arcadie Suceveanu pe post de moderator al unei întruniri, alături de Emilian Galaicu-Păun, Leo Butnaru, Vladimir Beșleagă și Iulian Filip

Arcadie-Vasile Suceveanu s-a născut la data de 16 noiembrie 1952 în satul Suceveni, raionul Hliboca (Adâncata) din regiunea Cernăuți (astăzi în Ucraina), în familia lui Vasile și Catrina Sucevan. După studiile efectuate la Școala de 8 ani (1959-1969) și la Școala Medie din Carapciu pe Siret (1969), a urmat cursurile Facultății de Filologie, secția Limba și Literatura Română din cadrul Universității de Stat din Cernăuți (1969-1974).
După absolvirea facultății, a lucrat ca profesor de limba și literatura română în satul Horbova din raionul Herța (1974-1979) și apoi ca redactor și redactor-șef la Editura „Literatura artistică” din Chișinău (1979-1990), devenită ulterior Editura Hyperion. A fost ales apoi ca vicepreședinte executiv al Uniunii Scriitorilor din Republica Moldova (din 1990); secretar și apoi președinte (din 2005) al Filialei Chișinău a Uniunii Scriitorilor din România (2005). Din 2010, este președinte al Uniunii Scriitorilor din Republica Moldova.
A debutat ca poet în anul 1968 cu versuri închinate mamei, în Zorile Bucovinei, iar editorial - în culegerea colectivă Dintre sute de catarge (Chișinău, 1974) și cu placheta Mă cheamă cuvintele (în română, Ujgorod, Ucraina, 1979). În versurile sale se remarcă printr-un cadru vast al asociațiilor, prin dinamismul imaginilor. Prin scris se întoarce mereu cu gândul la Bucovina. Pe lângă volumele de versuri: Țărmul de echilibru (1982), Mesaje la sfârșit de mileniu (1987), Arhivele Golgotei (1990), Secunda care sunt eu (1993), Eterna Danemarcă (1995), Înfruntarea lui Heraclit (1998), a mai publicat eseistică, cărți pentru copii: A fugit melcul de-acasă (1984), Ora cinci fără doi fulgi (1986), În cămașă de cireașă (1989) și abecedare. Din literatura destinată copiilor se remarcă ȘTIUca la școală (2002), Dacă vrei să fii Columb (2002), Poezii de seama voastră, Filmul copilăriei, Rața și Arhimede(2000) (când suntem) copii ș.a.
De asemenea, a mai publicat cronici literare și eseuri memorabile despre procesul literar contemporan: Emisferele de Magdeburg, Cartea de vise, niciodată întreagă (1996) ș.a.  A tradus din poezia ucraineană și rusă, din creația lui L. Tolstoi, C. Aimatov, M. Gorki ș.a. Selecții din versurile sale sunt incluse în antologii de poezii din România, Suedia, Ucraina, Rusia, Turcia, Macedonia, Franța, Belarus și Italia.
Arcadie Suceveanu este membru al Uniunii Scriitorilor din Moldova, membru al Uniunii Scriitorilor din România și membru-fondator al PEN-Clubului din Moldova.

## Volume publicate
Arcadie Suceveanu a publicat peste 20 de volume de poezie, eseistică, cărți pentru copii, abecedare, printre care:
- Mă cheamă cuvintele (1979) - versuri
- Țărmul de echilibru (1982) - versuri
- A fugit melcul de-acasă (1984) - versuri pentru copii
- Ora cinci fără doi fulgi (1986) - versuri pentru copii
- Mesaje la sfârșit de mileniu (1987) - versuri, volum distins cu Premiul Uniunii Scriitorilor din Moldova
- În cămașa de cireașă (1989) - versuri pentru copii
- Arhivele Golgotei (1990) - versuri
- Dincolo de ce văd ochii (1991) - versuri pentru copii
- Secunda care sunt eu (1993) - versuri
- Eterna Danemarcă (Ed. Eminescu, București, 1995) - versuri
- Înfruntarea lui Heraclit (Chișinău, 1998) - antologie de versuri
- Mărul îndrăgostit de vierme (Timișoara, 1999) - versuri
- Rața și Arhimede (2000)
- Cavalerul Înzadar (Chișinău, 2001) - antologie de versuri
- Știuca la școală (2002)
- Zaruri pictate. Poeme (2003)
- Corabia de la mansardă (2004)
- Cheițe pentru vise (2005)
- Emisferele de Magdeburg (2005)
- Ființe, umbre, epifanii (2011)
- Greierul care scri-cri-cri-e (2012)

## Premii obținute
Arcadie Suceveanu a fost distins cu numeroase premii pentru activitatea literară, printre care:
- Premiul Uniunii Scriitorilor din Moldova (1987, 1999, 2000, 2002)[3]
- Premiul Republican „Alexandru Donici” al Ministerului Științei și Învățământului al RSS Moldovenească (1989)[8]
- Premiul Comitetului de Stat pentru Edituri pentru cartea Mesaje la sfârșit de mileniu (1990)
- Premiul „Bacovia” al revistei Ateneu din Bacău (1992)
- Premiul special al Uniunii Scriitorilor din Moldova (1995)
- Premiul „Mihai Eminescu” al Academiei Române pentru volumul Eterna Danemarcă (1995)
- Premiul Centenar „Lucian Blaga” din Cluj (1995)[8]
- Premiul „Cartea anului” la Salonul Internațional de Carte pentru Copii, ed. I, Chișinău (1996)[8]
- Premiul „Mihai Eminescu” al Academiei Române (1997)[6]
- Premiul Național al Republicii Moldova pentru volumul Arhivele Golgotei (1998)[4]
- Premiul Societății Cultural-Istorice „Mihai Viteazul” la Festivalul Internațional de poezie „Nichita Stănescu” (ed. XIV, Ploiești, 2002)
- Medalia „Mihai Eminescu” (2000)[8][9]
- Maestru al literaturii (2001)[10]
- Ordinul „Gloria Muncii” (2010)[8][11]
- Ordinul de Onoare (2012)[12]
- Ordinul „Meritul Cultural” - în grad de Comandor, Categoria A - „Literatură” (2014)[13]